# Slump
In geologia con il termine slump si indica un processo di accumulo e deformazione di sedimenti plastici che derivano dalla destabilizzazione e dallo smantellamento di un pendio o di una parte di esso.

## Innesco, formazione ed evoluzione
Si consideri un pendio o una zona sufficientemente acclive da consentire il verificarsi di una o più frane: se nei paraggi vi è una sollecitazione sismica causata da movimenti tettonici o una forte vibrazione causata da una frana di grandi dimensioni, il materiale instabile ivi presente inizierà a muoversi lungo la pendenza per effetto dell'azione di gravità fino a raggiungere una zona meno acclive. Il materiale plastico, dunque, si accumulerà del tutto o in parte e si deformerà. Il processo di accumulo e deformazione è chiamato slumping.